# پووشنگتسا
پووشنگتسا (به لهستانی:  Płośnica) یک روستا در لهستان است که در گمینا پووشنگتسا واقع شده‌است. پووشنگتسا ۹۹۰ نفر جمعیت دارد.